# Дроздні
Дро́здні — село в Україні, у Колодяжненській сільській громаді Ковельського району Волинської області. Населення становить 926 осіб.

## Історія
У 1906 році село Голобської волості Ковельського повіту Волинської губернії. Відстань від повітового міста 17 верст, від волості 8. Дворів 172, мешканців 1096.

## Населення
Згідно з переписом УРСР 1989 року чисельність наявного населення села становила 666 осіб, з яких 316 чоловіків та 350 жінок.
За переписом населення України 2001 року в селі мешкало 729 осіб.

### Мова
Розподіл населення за рідною мовою за даними перепису 2001 року:
| Мова            | Кількість | Відсоток |
| --------------- | --------- | -------- |
| українська      | 721       | 98.90%   |
| російська       | 7         | 0.96%    |
| інші/не вказали | 1         | 0.14%    |
| Усього          | 729       | 100%     |

## Визначні місця
- В селі знаходиться дерев'яна Михайлівська церква, зведена у 1710 році. Має охоронний статус пам'ятками архітектури під номером 130, згідно з постановою № 970, прийнятою Радою Міністрів УРСР від 24 серпня 1963. [6]